# Wielkie Sioło (rejon świsłocki)
Wielkie Sioło (biał. Вялікае Сяло; ros. Великое Село) – agromiasteczko na Białorusi, w obwodzie grodzieńskim, w rejonie świsłockim, w sielsowiecie Werdomicze.
W dwudziestoleciu międzywojennym leżało w Polsce, w województwie białostockim, w powiecie wołkowyskim, w gminie Mścibów.